# Domingo Zaldúa
Domingo Zaldúa Anabitarte (San Sebastián, 10 de julio de 1903-ibídem, 17 de junio de 1986) fue un futbolista español que jugaba en la demarcación de defensa.

## Selección nacional
Jugó un total de cinco partidos con la selección de fútbol de España. Debutó el 22 de mayo de 1927 en un partido amistoso contra Francia, anotando además dos goles. Jugó dos partidos amistosos más, contra Italia y Portugal. Formó parte del combinado que disputó los Juegos Olímpicos de Ámsterdam 1928, donde jugó dos partidos, siendo el segundo el último que jugó para la selección, el 4 de junio de 1928.

### Participaciones en Juegos Olímpicos
| Juegos Olímpicos                   | Sede         | Resultado        | Partidos | Goles |
| ---------------------------------- | ------------ | ---------------- | -------- | ----- |
| Juegos Olímpicos de Ámsterdam 1928 | Países Bajos | Cuartos de final | 2        | 1     |

### Goles internacionales
| # | Fecha              | Estadio                                                | Oponente | Gol | Resultado | Competición              |
| - | ------------------ | ------------------------------------------------------ | -------- | --- | --------- | ------------------------ |
| 1 | 22 de mayo de 1927 | Estadio Olímpico Yves-du-Manoir, Colombes, Francia     | Francia  | 1-1 | 1-4       | Amistoso                 |
| 2 | 22 de mayo de 1927 | Estadio Olímpico Yves-du-Manoir, Colombes, Francia     | Francia  | 1-4 | 1-4       | Amistoso                 |
| 3 | 8 de enero de 1928 | Estádio do Lumiar, Lisboa, Portugal                    | Portugal | 1-1 | 2–2       | Amistoso                 |
| 4 | 1 de junio de 1928 | Estadio Olímpico de Ámsterdam, Ámsterdam, Países Bajos | Italia   | 0-1 | 1-1       | Juegos Olímpicos de 1928 |

## Clubes
| Club          | País   | Año         | Partidos | Goles |
| ------------- | ------ | ----------- | -------- | ----- |
| Real Sociedad | España | 1923 - 1930 | 79       | 13    |